# Inschrift von Parahyba

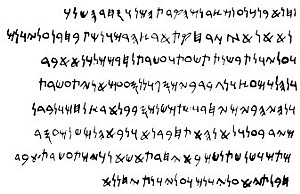
Inschrift von Parahyba

Die Inschrift von Parahyba (oder Tafel von Paraíba) ist eine umstrittene Tafel mit phönizischen Inschriften, die angeblich in Brasilien entdeckt wurde. Sie soll einen Beweis für die Annahme transatlantischer Reisen der Phönizier nach Amerika liefern (vgl. Hypothetische Entdeckungsfahrten nach Amerika). 

## Geschichte
1873 wurde in Parahyba (angeblich von einem Sklaven) eine Tafel bzw. ein Stein entdeckt. Der genaue Fundort soll Pouso Alto in der Nähe des Paraíba-Flusses gewesen sein, in einem Besitztum des Joaquim Alves da Costa.
Ein Jahr später veröffentlichte der Direktor des brasilianischen Nationalmuseums Ladislau de Souza Mello Netto eine Abschrift. Das Original ging verloren. Die Tafel löste jahrzehntelange Diskussionen aus. Letztlich setzte sich in Fachkreisen die Fälschungs-These durch. Zur damaligen Zeit wurden nämlich viele angeblich phönizische Artefakte, z. B. Münzen, in Südamerika entdeckt, die sich später als Fälschungen herausstellten (sog. Moabitica). Außerdem widersprach dieser Fund der – gegen Ende des 19. und während der 1. Hälfte des 20. Jahrhunderts in der Altamerikanistik vehement vertretenen – Lehrmeinung, zwischen ‚Alter‘ und ‚Neuer Welt‘ habe es keinerlei präkolumbische Kontakte gegeben. 1968 untersuchte der amerikanische Orientalist Cyrus H. Gordon erneut die Abschrift und hielt sie, aufgrund neuerer Erkenntnisse über die phönizische Sprache, für echt. Albert Van Den Branden, ein Kollege Gordons, datiert den Inhalt der Tafel aufgrund des verwendeten phönizisch-hebräischen Dialektes auf etwa 800 v. Chr. Gordon dagegen datiert den Text auf ca. 500 v. Chr. (er erkennt darin einen phönizisch-aramäischen Dialekt). Der Wiener Afrikanist und Berberologe Gerhard Böhm hält einige Fragmente der Inschrift für iberischen Ursprungs, die Gesamtinschrift aber für eine Fälschung des 19. Jahrhunderts. Nach F.M. Cross (1968) ist die Inschrift „ein erbärmlicher Mischmasch linguistischer Formen, Schreibweisen und Schriften verschiedenen Datums und Ortes, zusammengeschustert aus Handbüchern aus dem 19. Jahrhundert [...] eine blanke Fälschung.“ (a pathetic mishmash of linguistic forms, of spellings, and of scripts of various dates and places patched together from nineteenth-century handbooks [...] a plain fraud.) Der Bonner Theologe und Aramaistiker Lienhard Delekat sprach sich dagegen im folgenden Jahr für die Echtheit der Inschrift aus. Eine definitive und endgültige Klärung der Frage nach der Authentizität des Original-Fundstücks ist aufgrund seines Verschwindens jedenfalls nicht mehr möglich.

## Text
Deutsche Übersetzung:

„Wir Söhne Kanaans sind aus der Stadt Sidon, Schiffsvolk und Händler, wurden geworfen an dieses ferne Ufer, ein Land der Berge. Wir opferten einen Jüngling für die erzürnten Götter und Göttinnen. Im neunzehnten Jahr des Hiram, unseres mächtigen Königs, des Führers, da gingen wir von Ezjon-Geber aus auf das Schilfmeer, und wir brachen auf mit zehn Schiffen, und wir waren auf dem Roten Meer miteinander. Zwei Jahre umfuhren wir das heiße Land, das Ham gehört, dann wurden wir getrennt von Jerub-Baal und wir betrauerten unsere Gefährten und wir kamen hierher, zwölf Männer und drei Frauen, auf eine Insel des Waldes, welche ich, Methu-Astart, der Führer, weihte als Eigentum der Götter und Göttinnen. Sie seien uns gnädig.“